# ニューヨーク市地下鉄Bディビジョン
Bディビジョン (B Division) あるいはBMTディビジョン (BMT Division)、INDディビジョン (IND Division) はニューヨーク市地下鉄のディビジョンの一つでアルファベットの系統 (A～G、J、L、M、N、Q、R、W、Z) とフランクリン・アベニュー・シャトルおよびロッカウェイ・パーク・シャトルとその他25路線が属している。これらの系統および路線は1940年の地下鉄市営化以前はブルックリン・マンハッタン・トランジット (BMT) とインディペンデント・サブウェイ・システム (IND) の2社が運営しており、インターボロー・ラピッド・トランジット (IRT) の運営していた系統と路線の属しているAディビジョンよりも規格が大きく、それに伴い車両も大きくなっている。

## 所属路線一覧
以下に示すのはBディビジョンに属している路線である（括弧内は通過する系統）。
| 凡例                                    | 凡例                         |
| --------------------------------------- | ---------------------------- |
| Stops all times                         | 終日停車                     |
| Stops all times except late nights      | 深夜を除き終日停車           |
| Stops late nights only                  | 深夜のみ停車                 |
| Stops weekdays only                     | 平日のみ停車                 |
| Stops rush hours only                   | ラッシュ時のみ停車           |
| Stops rush hours in peak direction only | ラッシュ時の混雑方向のみ停車 |
| 時間帯詳細                              |                              |

- IND2番街線 (N  Q  R  系統の列車)
- BMT4番街線 (D  N  R  系統の列車)
- IND6番街線 (B  D  F  <F> M  系統の列車)
- IND8番街線 (A  B  C  D  E  系統の列車)
- 60丁目トンネル連絡線 (R  系統の列車)
- BMT63丁目線 (N  Q  R  系統の列車)
- IND63丁目線 (F  <F> 系統の列車)
- BMTアーチャー・アベニュー線 (J  Z  系統の列車)
- INDアーチャー・アベニュー線 (E  系統の列車)
- BMTアストリア線 (N  W  系統の列車)
- BMTブライトン線 (B  Q  系統の列車)
- BMTブロードウェイ線 (N  Q  R  W  系統の列車)
- BMTカナーシー線 (L  系統の列車)
- クリスティー・ストリート連絡線 (B  D  M  系統の列車)
- INDコンコース線 (B  D  系統の列車)
- INDクロスタウン線 (G  系統の列車)
- INDカルバー線 (F  <F> G  系統の列車)
- BMTフランクリン・アベニュー線 (SF  系統の列車)
- INDフルトン・ストリート線 (A  C  系統の列車)
- BMTジャマイカ線 (J  M  Z  系統の列車)
- BMTマートル・アベニュー線 (M  系統の列車)
- BMTナッソー・ストリート線 (J  M  Z  系統の列車)
- INDクイーンズ・ブールバード線 (E  F  <F> M  R  系統の列車)
- INDロッカウェイ線 (A  SR  系統の列車)
- BMTシー・ビーチ線 (N  W  系統の列車)
- BMTウエスト・エンド線 (D  系統の列車)

## 歴史

### 初期の歴史
Bディビジョンとなる路線の内最も古くに開業した路線は1885年に開業したBMTレキシントン・アベニュー線である。なお、この頃はまだBMTではなくブルックリン・ラピッド・トランジット (BRT) という別会社であった。このBRTという会社は1923年に経営破綻しており、それらの資産を引き継いだのがBMTである。
INDは1920と1930年代にBMTとIRTに対抗する会社としてニューヨーク市が設立した。なお、この後ニューヨーク市は1940年にBMTとIRTの運営を市営に移行、3社を合併した。ただし、IRTのみIND・BMT両社よりも規格が小さく車両も小さかったために区別を図りIRTのみAディビジョンとした。

### 1967年以前のIND
INDでの系統名の設定は1932年より始まり路線図や看板などに系統名が書かれるようになった。系統は全てアルファベットで表されておりA～Fまでの6文字が長距離を走行する列車に、GとHはマンハッタン区へと入らない短距離を走行する列車に割り当てられた。なお、普通列車はアルファベット2文字、急行列車はアルファベット1文字であった。1940年から1967年までのINDの系統は以下の通りである。
|    | 系統名                                                   | 最北端の通過路線           |
| -- | -------------------------------------------------------- | -------------------------- |
| A  | 8番街急行（終日）                                        | 8番街線                    |
| AA | 8番街普通（ラッシュ時を除く終日）                        | 8番街線                    |
| BB | 6番街普通（平日ラッシュ時のみ）                          | 8番街線                    |
| CC | 8番街普通（平日ラッシュ時のみ）                          | コンコース線               |
| D  | 6番街-ハウストン・ストリート急行（終日）                 | コンコース線               |
| E  | 8番街急行（終日・1956年以降は平日ラッシュ時のみ）        | クイーンズ・ブールバード線 |
| F  | 6番街急行（終日）                                        | クイーンズ・ブールバード線 |
| GG | クロスタウン普通（終日）                                 | クロスタウン線             |
| HH | フルトン・ストリート普通（1946年廃止）                   | N/A                        |
| HH | ロッカウェイ普通（ラッシュ時を除く終日・1956年運転開始） | N/A                        |

### 1967年以前のBMT
Bディビジョンの両社は1940年以前の競争状態から解放されても未だに互いの路線を結ぶ線路を持っておらず、一応はニューヨーク市による合併により同じ会社となっていたが事実上他社と言っても差し支えが無いような状態であった。そのような状態を脱するために1954年にカルバーランプが、翌1955年に60丁目トンネル連絡線が開通しようやく両社は互いの路線へと直通することが可能となった。
これらの直通開始の前、1924年にBMTの系統名の割り当てが行われており、こちらは数字が割り当てられた。しかし、1967年のクリスティー・ストリート連絡線の開通のため直通する両社の系統がアルファベットと数字と違っていては直通列車の設定時や乗客の案内に支障が出ると判断したニューヨーク市はBMT側の系統名を数字からアルファベットへと変更した。数字・アルファベット時の全ての系統は以下の通りである。
| 旧名 | 新名 | 系統名 |
| ---- | ---- | --- |
| 1    | Q    | マンハッタン橋経由ブライトン急行（平日のみ）                                                                                      |
| 1    | QB   | マンハッタン橋経由ブライトン普通（平日のみ）                                                                                      |
| 1    | QT   | モンタギュー・ストリート・トンネル経由ブライトン普通（上記以外の時間帯）                                                          |
| 1    | QJ   | モンタギュー・ストリート・トンネル経由ブライトン・ナッソー環状（ラッシュ時特別列車）                                              |
| 2    | RR   | モンタギュー・ストリート・トンネル経由4番街普通（終日）                                                                           |
| 2    | RJ   | マンハッタン橋経由4番街-ナッソー環状（ラッシュ時特別列車）                                                                        |
| 3    | T    | マンハッタン橋経由ウエスト・エンド急行（平日ラッシュ時および土曜日のみ）                                                          |
| 3    | TT   | モンタギュー・ストリート・トンネル経由ウエスト・エンド普通（平日のみ・その他時間帯はブルックリン区内でのシャトル運行）            |
| 4    | N    | マンハッタン橋経由シー・ビーチ急行（終日）                                                                                        |
| 5    | N/A  | カルバー・シャトル（終日） |
| 6    | N/A  | 5番街-ベイリッジ線（1940年廃止）                                                                                                  |
| 7    | SS   | フランクリン・アベニュー線（終日）                                                                                                |
| 8    | N/A  | アストリア線（終日） |
| 9    | N/A  | フラッシング線（1949年にIRTへ引き継ぎ）                                                                                           |
| 10   | M    | マートル急行（平日ラッシュ時のみ）                                                                                                |
| 11   | MJ   | マートル普通（終日） |
| 12   | N/A  | レキシントン・アベニュー線（1950年廃止）                                                                                          |
| 13   | N/A  | フルトン・ストリート線（ブルックリン区内の区間は1940年および1956年に廃止、クイーンズ区内の区間はINDフルトン・ストリート線となる） |
| 14   | KK   | ブロードウェイ・ブルックリン普通（平日ラッシュ時のみ）                                                                            |
| 15   | J    | ジャマイカ急行（平日ラッシュ時）                                                                                                  |
| 15   | JJ   | ジャマイカ普通（平日ラッシュ時を除く終日）                                                                                        |
| 16   | L    | 14丁目急行（設定のみで運行は無し）                                                                                                |
| 16   | LL   | 14丁目普通（終日） |

1967年にカルバーシャトルとフランクリン・アベニュー・シャトルはシャトルの標準的な表記である"SS"系統となりマートル普通（マートル (ジェイ)、1969年廃止）には"MJ"の系統名が与えられた。

### 1967年以降
1967年のクリスティー・ストリート連絡線の開通により多数の系統変更が行われた。1967年以降に運行されている系統は以下の通りである。
|    | 系統名                                    | 運行期間 |
| -- | ----------------------------------------- | --- |
| A  | 8番街急行                                 | 1967年～ |
| B  | 6番街急行                                 | 1967年～ |
| C  | 8番街普通                                 | 1967年～ （1985年まではCC系統）                                                                                 |
| D  | 6番街急行                                 | 1967年～ |
| E  | 8番街普通                                 | 1967年～ |
| EE | ブロードウェイ普通                        | 1967年～1976年                                                                                                  |
| F  | 6番街普通                                 | 1967年～ |
| G  | ブルックリン-クイーンズ・クロスタウン普通 | 1967年～ （1985年まではGG系統）                                                                                 |
| J  | ナッソー・ストリート急行                  | 1967年～ （1973年まではQJ系統）                                                                                 |
| K  | ブロードウェイ・ブルックリン普通          | 1967年～1976年 （1967年～1968年はJJ系統、1968年～1973年はKK系統）                                               |
| K  | 8番街普通                                 | 1967年～1988年 （1985年まではAA系統）                                                                           |
| L  | 14丁目-カナーシー普通                     | 1967年～ （1985年まではLL系統）                                                                                 |
| M  | ナッソー・ストリート普通                  | 1967年～2010年                                                                                                  |
| M  | 6番街普通                                 | 2010年～ |
| MM | マートル・アベニュー普通                  | 1967年～1969年                                                                                                  |
| N  | ブロードウェイ急行                        | 1967年～ |
| NX | ブロードウェイ急行                        | 1967年～1968年                                                                                                  |
| Q  | ブロードウェイ急行                        | 1967年～ （1985年まではQB系統）                                                                                 |
| R  | ブロードウェイ普通                        | 1967年～ （1985年まではRR系統）                                                                                 |
| RJ | ナッソー・ストリート普通                  | 1967年～1968年                                                                                                  |
| S  | フランクリン・アベニュー・シャトル        | 1967年～ （1985年まではSS系統）                                                                                 |
| S  | ロッカウェイ・パーク・シャトル            | 1967年～1972年・1985年～ （1967年～1972年はHH系統、1972年～1985年はAおよびCC系統の一部、1985年～1992年はH系統） |
| SS | カルバー・シャトル                        | 1967年～1975年                                                                                                  |
| TT | ウエスト・エンド・シャトル                | 1967年～1968年                                                                                                  |
| V  | 6番街普通                                 | 2001年～2010年                                                                                                  |
| W  | ブロードウェイ普通                        | 2001年～2010年・2016年～                                                                                        |
| Z  | ナッソー・ストリート急行                  | 1988年～ |